# Бискуп суфраган
Бискуп суфраган (лат. episcopus suffraganeus) јесте бискуп потчињен метрополиту надбискупу у Римокатоличкој цркви.
Суфраган је бискуп који стоји на челу бискупије (дијецезе). Његова суфраганска бискупија је дио метрополије на чијем челу се налази метрополит надбискуп. Разлика између метрополита и суфрагана је административне природе. У погледу вјерске власти обојица су ограничени само на своју дијецезу. Метрополит има непосредну власт само над својом дијецезом (надбискупијом), али не и над другим дијецезама у оквиру метрополије.
У Англиканској заједници назив суфраган се користи за помоћног бискупа дијецезанског бискупа. Неки англикански бискупи суфрагани могу стајати и на челу одређеног подручја унутар бискупије.